# Companyia dels Ferrocarrils de Tarragona a Barcelona i França
La Companyia dels Ferrocarrils de Tarragona a Barcelona i França (TBF) era una companyia ferroviària catalana. Es va fundar el Desembre del 1875 arran de la fusió de les companyies Camins de Ferro de Barcelona a França per Figueres (BFF) i la Companyia del Ferrocarril de Tarragona a Martorell i Barcelona (TMB). Va ser la companyia que va connectar per ferrocarril Barcelona i la Frontera Francesa. El 1898 TBF i la Companyia dels Ferrocarrils de Madrid a Saragossa i a Alacant (MSA) es fusionaren conservant el nom de l'última mitjançant un previ acord. Tot i així TBF mantení certa independència (fins i tot amb explotació pròpia) i passà a denominar-se la Xarxa catalana de la MSA. El 1925 es començà el procés per la unió definitiva, la qual no es produí totalment fins al 1936.

## Història

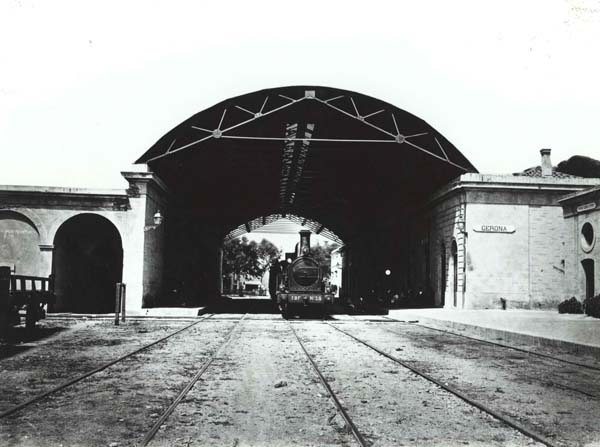
Estació de Girona on es pot observar una locomotora de la companyia

La companyia fou fundada el 10 de desembre del 1875 fruit de la fusió dels Camins de Ferro de Barcelona a França per Figueres (BFF) i la Companyia del Ferrocarril de Tarragona a Martorell i Barcelona (TMB). BFF tenia la concessió de la construcció d'un ferrocarril fins a França, però no l'havia pogut executar per problemes econòmics i la va vendre. La fusió molt ambiciosa preveia la recuperació de la concessió i continuar les obres ara que tenien molt més potencial. Així també la companyia comença a treballar per unir les xarxes de les dues companyies.
En un parell d'anys la companyia havia fet molts progressos en les obres del ferrocarril cap a França, així el 17 de desembre del 1877 va poder celebrar l'arribada del tren a Figueres

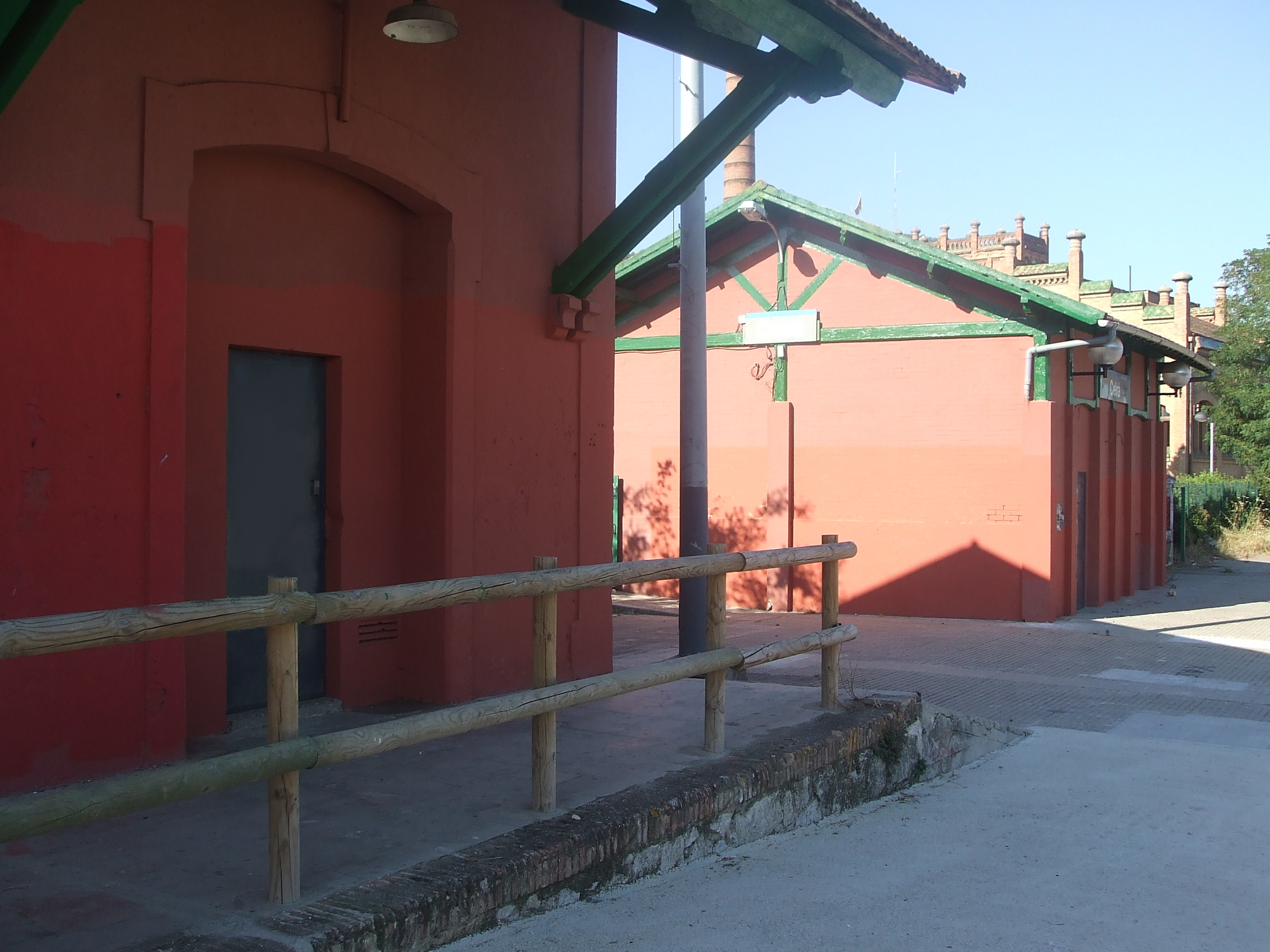
Estació de Celrà,en l'actualitat, encara es conserva l'estació del 1877 construïda per la companyia

I finalment, un mes més tard, el 20 de gener del 1878 va inaugurar el tram fins a Portbou creant la connexió internacional amb França.
Tot i l'èxit de la connexió internacional l'empresa encara tenia sobre la taula un assumpte força polèmic: la unió de la línia de Girona (amb estació terminal a Estació de França) amb la línia de Martorell (amb estació terme a Riera d'en Malla situada a la Rambla de Catalunya cantonada Ronda Universitat) a Barcelona. Després d'un intens debat sobre on havia de passar la connexió, al final es construí en forma de rasa pel Carrer Aragó. Fou inaugurada el 25 d'octubre del 1882 que permetia unir l'Estació de Sants amb l'Estació de França. És aleshores que la Riera d'en Malla queda fora de joc i fou enderrocada el 1884
El 1886 absorbeix la companyia Companyia dels Ferrocarrils Directes de Madrid i Saragossa a Barcelona la qual tenia la concessió d'un ferrocarril directe entre Madrid i Barcelona, però no l'havia pogut executar per problemes econòmics.
Un any més tard el 1887 s'absorbeix la Companyia del Ferrocarril de Valls a Vilanova i Barcelona. Lògicament la companyia va començar immediatament les obres per integrar les seves línies.
Així fou com s'inaugura el 24 d'abril del 1887 l'estació de Sant Vicenç de Calders on s'uniren les línies de línies de Barcelona-Martorell-Tarragona (ex TMB) i la de Barcelona-Vilanova-Valls (ex VVB). Ara que ja tenien un extrem enllaçat, el 15 de juliol del 1887 inauguraren l'altre enllaç per l'altre extrem en forma de ramal entre el Prat de Llobregat i la Bordeta (Sants-Montjuïc)
A finals de 1889 es produïren negociacions amb Ferrocarrils del Nord per fusionar-se, però no prosperen, ja que la principal competidora de Ferrocarrils del Nord, la Companyia dels Ferrocarrils de Madrid a Saragossa i a Alacant (MSA), va fer una oferta amb millor.
El 2 de juny del 1891 se signa el conveni de fusió amb MSA, la qual mantindrà les sigles, es farà efectiva el 1899.
El 15 de juliol del 1894 s'inaugura la línia directe entre Barcelona i Saragossa. Aquesta línia constava d'un traçat més suau i curt que l'existent, per això s'hagueren de perforar nombrosos túnels, entre els quals el cèlebre túnel de l'Argentera (aleshores el més llarg de tota la Xarxa ferroviària) a càrrec de l'enginyer Eduard Maristany
L'1 de gener del 1898 es fusiona amb la MSA Tot i així TBF mantingué certa independència (fins i tot amb explotació pròpia) i passà a denominar-se la "Xarxa catalana de la MSA". El 1925 es començà el procés per la unió definitiva, la qual no es produí totalment fins al 1936.

## Cronologia

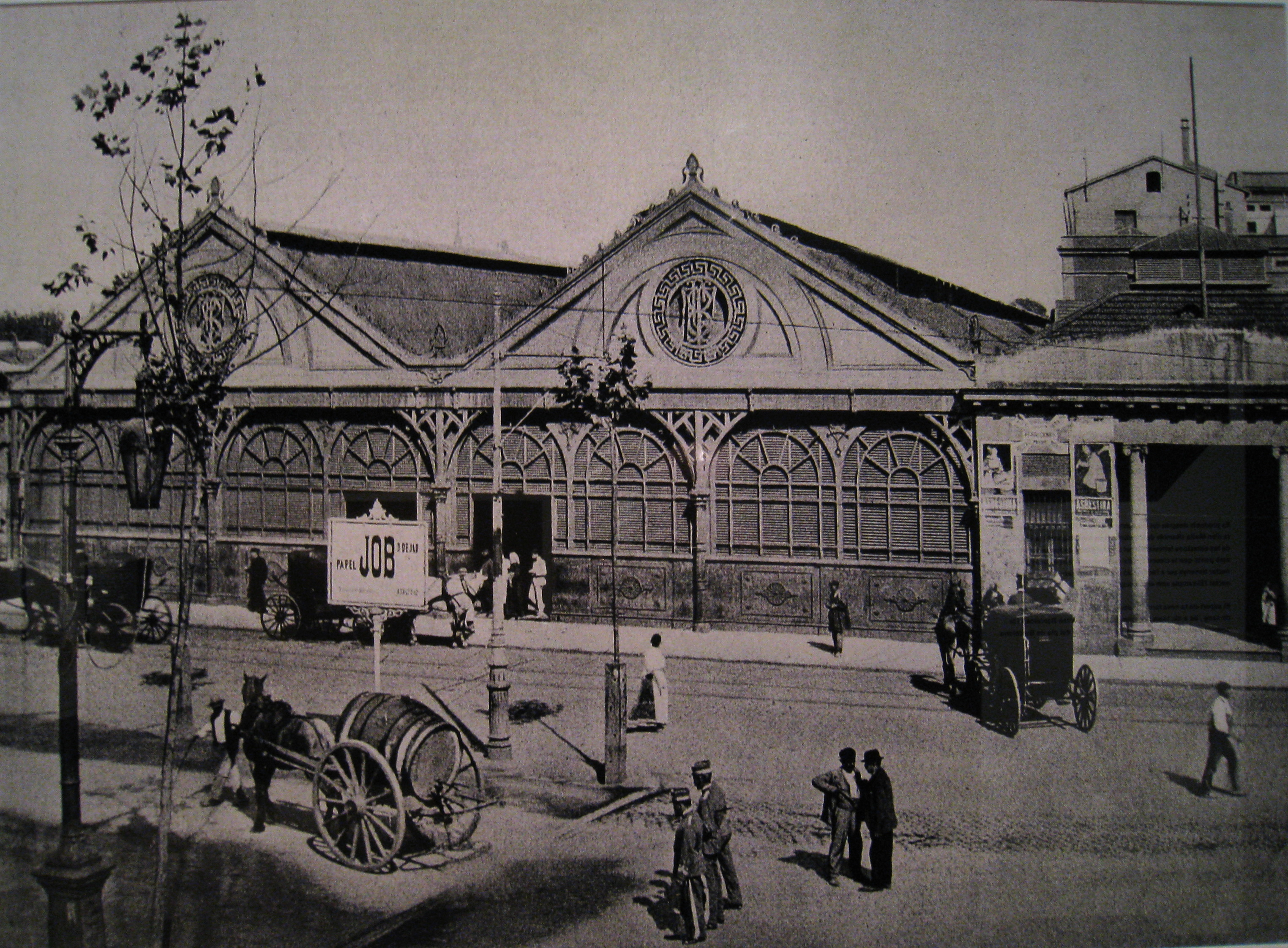
Estació de França en època que pertanyia a la companyia anterior de l'actual construïda per la Xarxa Catalana de la MSA

- El 10 de desembre del 1875 es funda la companyia.

- El 17 de desembre del 1877 s'inaugura l'arribada del Ferrocarril a Figueres (Alt Empordà)

- El 20 de gener del 1878 s'inaugura l'arribada del Ferrocarril a Portbou, és a dir fins a la frontera francesa.

- El 25 d'octubre del 1882 s'inaugura la rasa pel carrer Aragó de Barcelona.

- El 1886 absorbeix la companyia Companyia dels Ferrocarrils Directes de Madrid i Saragossa a Barcelona.

- El 1887 s'integra a la companyia la Companyia del Ferrocarril de Valls a Vilanova i Barcelona.

- El 24 d'abril del 1887 s'inaugura la unió de línies a Sant Vicenç de Calders.

- El 15 de juliol del 1887 s'inaugura l'enllaç entre el Prat de Llobregat i la Bordeta (Sants-Montjuïc)

- El 2 de juny de 1891[7] se signa el conveni de fusió amb la Companyia dels Ferrocarrils de Madrid a Saragossa i a Alacant (MSA), la qual mantindrà les sigles.

- El 15 de juliol del 1894 s'inaugura la línia directe entre Barcelona i Saragossa.

- L'1 de gener del 1898 es fusiona amb la MSA i la companyia passa a denominar-se "Xarxa Catalana de la MSA"

## Línies explotades
| Línia                               | Ample de via | data d'adquisició | Companyia inicial                                                                            | Inauguració                  | Notes |
| Barcelona-Granollers-Entroncament   | 1671 mm      | 10/12/1875        | Camins de Ferro de Barcelona a Granollers->Camins de Ferro de Barcelona a Girona             | 22/7/1854, 26/8/1861.        |       |
| Barcelona-Mataró-Entroncament       | 1671 mm      | 10/12/1875        | Camins de Ferro de Barcelona a Mataró->Camins de Ferro de Barcelona a Girona                 | 1848                         |       |
| Entroncament-Girona                 | 1671 mm      | 10/12/1875        | Camins de Ferro de Barcelona a Girona o BFF                                                  | 26/1/1862                    |       |
| Girona-Portbou                      | 1671 mm      |                   | TBF(Const. Pròpia)                                                                           | 20/1/1878                    |       |
| Barcelona-Martorell-Tarragona       | 1671 mm      | 10/12/1875        | Companyia del Ferrocarril de Tarragona a Martorell i Barcelona                               |                              |       |
| Roda de Berà-Reus-Casp              | 1671 mm      | 1886              | Companyia dels Ferrocarrils Directes de Madrid i Saragossa a Barcelona i TBF(Const. Pròpia). | A Reus 1884, resta 15/7/1894 |       |
| Valls-Vilanova-Barcelona            | 1671 mm      | 1887              | Companyia del Ferrocarril de Valls a Vilanova i Barcelona                                    |                              |       |
| Mollet del Vallès-Caldes de Montbui | 1671 mm      |                   | ?.                                                                                           | 1880                         |       |

## Resultats comparats de la companyia[8]
| -                     | 1878          | 1879          | 1880          | 1881          | 1882          |
| Quilòmetres Explotats | 347 km        | 347 km        | 347 km        | 347 km        | 347 km        |
| Ingressos             | 36.134.773'49 | 40.605.724'85 | 48.468.702'00 | 51.006.107'51 | 54.757.950'66 |
| Despeses              | 18.308.775'17 | 18.925.836'65 | 22.164.646'23 | 22.702.321'78 | 23.766.295'51 |
| Resultat              | 17.825.998'32 | 21.679.838'20 | 26.204.055'77 | 28.303.785'73 | 30.991.655'15 |
| Viatgers              | 2.500.202     | 2.576.084     | 2.774.730     | 3.029.388     | 3.018.366     |
| Mercaderies (Tns)     | 393.996       | 475.300       | 673.367       | 749.123       | 838.064       |